# Ligne de tramway 478
La ligne 478 d'après son numéro de tableau horaire est une ancienne ligne de tramway du Groupe d'Hasselt de la Société nationale des chemins de fer vicinaux (SNCV) qui a fonctionné entre le 28 octobre 1907 et le 8 juin 1952.

## Histoire
La ligne est mise en service le 28 octobre 1907 entre Schaffen et Beringen (nouvelle section, capital 138), l'exploitation est assurée par la société pour l'Exploitation des chemins de fer vicinaux (CFV).
Le 1er novembre 1908, elle est prolongée de Schaffen à Diest Vest (nouvelle section, capital 138).
En 1912, elle est à nouveau prolongée le 11 novembre de Diest Vest à la gare puis le 11 décembre de Beringen à Koersel (nouvelles sections, capital 138).
En 1920, la SNCV reprend l'exploitation en mains propres.
Au cours des années 1930 à Beringen la route franchissant le canal Albert que le tram suit est déviée deux cent mètres au sud, le tram est également dévié par ce nouveau tracé et une fois franchi le pont à l'est il rejoint par une nouvelle rue la rue du Pont et le site indépendant existant conduisant à la station de Beringen,.
La ligne est supprimée le 8 juin 1952 mais ses voies restent utilisées pour le fret, la section de Beringen et Diest est fermée à tout trafic le 12 juillet 1954, les voies entre Beringen et Koersel restent utilisées par la ligne 621/2.

## Exploitation

### Horaires
Tableaux :
- 478 en 1931[4].
- 622 en 1950[5].